# Priština (gmina)
Priština (cyr. Приштина, alb. Prishtina) – gmina w Kosowie w regionie Prisztina. Ma około 572 km² powierzchni i jest zamieszkana przez 219 017 osób (szacunki na 2022 rok). Głównym miastem jest Prisztina, stolica kraju. Stanowi centrum polityczne, gospodarcze i kulturalne Kosowa.
Według spisu powszechnego z 1991 roku gmina zamieszkana była przez 154 990 Albańczyków, 26 893 Serbów oraz 3 912 Czarnogórców. Według spisu z 2011 roku było to 194 452 Albańczyków, 2 156 Turków, 557 Aszkalów i 430 Serbów.
Gospodarka gminy jest oparta na różnych dziedzinach, w tym: budownictwie, rolnictwie, komunikacji, handlu i turystyce. W gminie zarejestrowanych jest prawie 9 tysięcy przedsiębiorstw.